# Aegires albopunctatus
Aegires albopunctatus är en snäckart som beskrevs av Frank Mace MacFarland 1905.
Aegires albopunctatus ingår i släktet Aegires och familjen Aegiridae. Inga underarter finns listade i Catalogue of Life.